# خرموش کانگورویی بیابانی
خرموش کانگورویی بیابانی (نام علمی: Dipodomys deserti) نام یک گونه از سرده خرموش کانگورویی است.